# Nymphargus megacheirus
Nymphargus megacheirus là một loài ếch trong họ Centrolenidae, formerly placed in Cochranella.
Loài này có ở Colombia và Ecuador.
Các môi trường sống tự nhiên của chúng là rừng mây ẩm nhiệt đới và cận nhiệt đới và sông. Loài này đang bị đe dọa do mất môi trường sống.